# Терехов Юлій Ігорович
Ю́лій І́горович Те́рехов (* 1996) — капітан Збройних сил України, учасник російсько-української війни.

## З життєпису
Брав активну участь у подіях Революції гідності у складі Правого сектору.
З серпня 2014 року проходив військову службу в 3 ОПСпП ССО ЗСУ. Учасник оборони Донецького аеропорту.
Магістр політології (ВІ КНУ імені Тараса Шевченка).
З липня 2022 року по березень 2023 року — начальник служби зв'язків з громадськістю 58-ма окрема мотопіхотна бригада.

## Нагороди
- 6 жовтня 2014 року — за особисту мужність і героїзм, виявлені у захисті державного суверенітету та територіальної цілісності України, вірність військовій присязі під час російсько-української війни, відзначений — нагороджений орденом «За мужність» III ступеня.